# جاري (حساء)

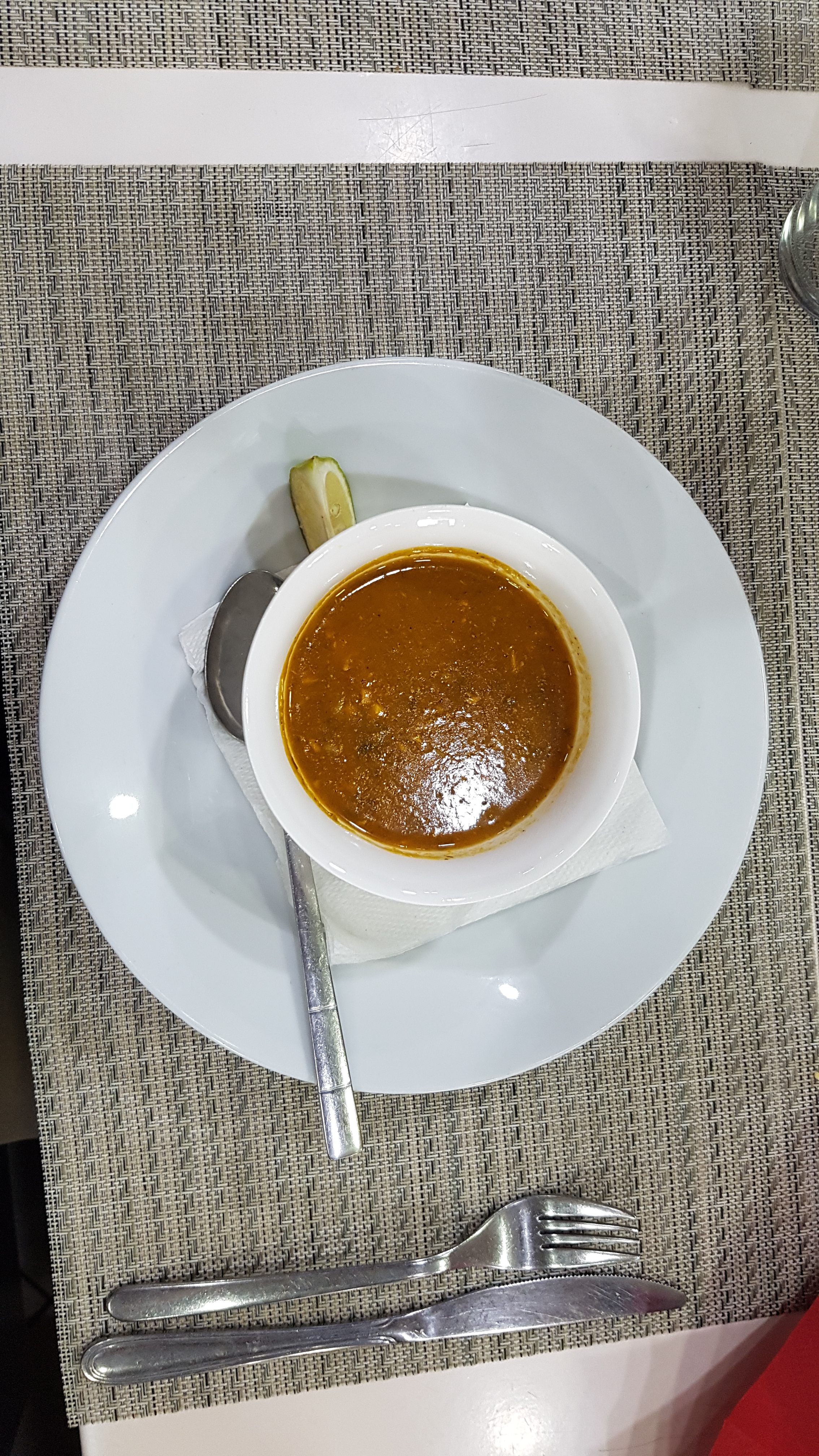

الجاري هو نوع من الحساء الشائع والمشهور في منطقة الشرق الجزائري وخاصة في قسنطينة وعنابة وهو واحد من أشهر المأكولات في هذه المنطقة.
وهو طبق رئيسي في مائدة شهر رمضان الكريم.

## أنواع الجاري
- جاري بالفريك : هو أشهر أنواع الجاري والأكثر وجودا على المائدة.
- جاري بالدويدة : هو أقل طبخا من الجاري بالفريك.
- جاري ب الروز (الأرز) : هو أقل طبخا من الجاري ب الدويدة.
- جاري أبيض بالدويدة : قليلا مايطبخ الجاري الأبيض الخالي من الطماطم و يقدم خاصة لدى المرضى الخاضعين لبرنامج غدائي خاص.
- جاري أبيض بالفريك : نادرا مايتم طبخه
- جاري بلسان الطير (العصفور) : هو نوع نادر جدا على الموائد